# Moderna Museet
El Moderna Museet, inaugurado en 1958, es el principal museo de arte moderno y contemporáneo de Suecia, situado en la isla de Skeppsholmen en el centro de Estocolmo. En 2009 se inauguró el Moderna Museet Malmö, delegación del museo en el sur del país.

## Historia
Los orígenes del museo derivan de Otte Sköld, quien en 1950 se convirtió en el director del Museo Nacional de Estocolmo. Éste propuso crear un museo dedicado al arte moderno y contemporáneo. Junto con la asociación creada en 1953, Moderna Museets Vänner (Amigos del Moderna Museet), hizo que el núcleo de las futuras colecciones del museo se formará a partir de las obras de arte del siglo XX propiedad del museo nacional. La edificación elegida para la futura sede fue un antiguo pabellón naval, el cual fue reconstruido. En 1956 y con el edificio aún en obras, se inauguró una exposición de obras de Pablo Picasso en torno al Guernica y 93 bocetos relacionados con dicha obra.
El 9 de mayo de 1958 el Moderna Museet abrió sus puertas en la isla de Skeppsholmen. Su primer director fue Bo Wennberg. La primera exposición del museo presentó varias obras de Le Corbusier. Unos meses más tarde murió su fundador Otte Sköld.
Pontus Hultén fue nombrado nuevo director de la institución. En esta década se iniciaron los mejores movimientos expositivos entre los que destacaron artistas como Robert Rauschenberg, Fernand Léger, Joan Miró, John Cage o David Tudor. En 1965 su colección se amplió incluyendo obras de grandes artistas del siglo XX gracias a una subvención del gobierno de 5 millones de coronas.
En 1971 se inauguró el Fotografiska Museet, un proyecto organizado como un departamento de fotografía del Moderna Museet. Para ello se realizaron adquisiciones como la colección de Helmut Gernsheim y Helmer Bäckström o donaciones diversas empresas. Varias de las exposiciones de esta década fueron dedicadas a artistas como Joseph Beuys (1971) y Salvador Dalí (1974). En 1973 Ponto Hultén se trasladó a París donde se convirtió en director del Centro Nacional de Arte y Cultura Georges Pompidou. El pintor sueco Philip von Schantz fue designado como nuevo jefe directivo del museo.
El 20 de octubre de 1974 el museo fue cerrado debido a una modernización planificada. Fue reabierto el 7 de noviembre de 1975. En 1976 se realizó la exposición ARARA (Investigación Alternativa en Arquitectura, Recursos, Arte y Tecnología), refiriéndose a experimentar con el arte y la tecnología de aquellos años.
En 1980 Olle Granath fue nombrado director del museo .
Esta década estuvo marcada por la presentación de obras de artistas extranjeros y por logros a nivel cultural. También se presentaron grandes exposiciones de artistas clásicos como: Marc Chagall (1982), Henri Matisse (1984), Francis Picabia (1984) y Pablo Picasso (1988). A finales de 1989, el director fue remplazado por Björn Springfeldt.
Entre 1990 y 1991 se anunció un concurso de arquitectura para la construcción de la nueva sede del Moderna Museet. Se contó con la participación de arquitectos de renombre en todo el mundo. El 10 de abril de 1991, se anunció el ganador del concurso, el arquitecto español Rafael Moneo y su proyecto Telémaco. Este proyecto incluye grandes pasos para la arquitectura moderna y grandes espacios tanto para las exposiciones y muestras de trabajos de artistas individuales o exposiciones de la propia colección del museo.
En la primavera de 1994, el museo dejó de operar en su antigua edificación y se iniciaron las bases de la construcción de la nueva. En noviembre de 1996, el nuevo director del museo era David Elliott, que anteriormente fue director del Museo de Arte Moderno de Oxford.
El 12 de febrero de 1998 el rey Carlos XVI Gustavo y la reina Silvia inauguraron oficialmente el nuevo edificio. Después de 30 años exponiendo en un antiguo pabellón naval la colección se trasladó a sus nuevas instalaciones. Con el nuevo edificio el museo ganó un mayor número de visitantes y el espacio y el entorno necesario para mostrar su colección de arte, así como una área específica para fotografías y vídeos. En la parte subterránea del edificio se encuentran, una sala de cine y conferencias. Sus colección bibliográfica se encuentra entre las más importantes del norte de Europa. La nueva sede también ofrece una Librería dedicada al arte, la fotografía, el cine y la arquitectura. La primera exposición organizada en la nueva ubicación se tituló Sar: Mellan demokrati oh förlösning y SAMTID Constitución. 
Entre 2002 y 2003, el edificio del museo fue renovado, remodelándose y estructurando para ajustar la colección partiendo de diversas muestras en sus salas.
El 26 de diciembre de 2009 el museo abrió al público una delegación en Gasverksgatan (Malmö) en una antigua central eléctrica de principios del siglo XX reconstruido de acuerdo con el proyecto elaborado por los arquitectos Bolle Tham y Martin Videgård.
En los últimos años, el Moderna Museet se ha convertido en el centro de arte moderno y contemporáneo en Estocolmo, así como un foro internacional para nuevas corrientes de creación artística.

### Los robos de 1987 y 1993
En la noche del 11 de mayo de 1987 fue sustraída la obra denominada El jardín del célebre pintor impresionista francés Henri Matisse, valorada en un millón de dólares por un ladrón que ingresó al recinto abriéndose camino con un martillo.
El robo fue notificado a la Organización Internacional de Policía Criminal (Interpol) y a la agencia Art Loss Register (ALR), quienes se encargaron de su búsqueda. A finales del 2012 la obra fue localizada en buen estado por un comerciante de arte llamado Charles Roberts. Tras realizar una búsqueda de la obra en la base de datos del Registro de Arte Perdido de Londres, se contactó con el abogado Christopher A. Marinello siendo embalada y devuelta a través del Ministerio sueco de Cultura.
En 1993, fueron robadas seis obras de Picasso y dos de Braque por un valor total de más de 60 millones de euros. Este robo inspiró la trama de la película  Rififi (en francés Du rififi chez les hommes). Solo tres obras de Picasso fueron recuperadas.

## La colección
La colección permanente del museo tiene acceso gratuito, mientras que las exposiciones temporales requieren un derecho de entrada.